# Olao Magno
Olao Magno (nato Olof Månsson, poi latinizzato in Olaus Magnus; Linköping, 23 ottobre 1490 – Roma, 1º agosto 1557) è stato un umanista, geografo e arcivescovo cattolico svedese.

## Biografia
Olof Månsson (il cui nome fu poi latinizzato in Olaus Magnus ed è italianizzato in Olao Magno), dopo avere compiuto gli studi superiori a Rostock, in Germania, nel 1518 compì un lungo viaggio, come legato pontificio, nel Nord della Svezia, in visita alle esigue comunità cristiane dell'epoca, immerse in un ambiente ancora essenzialmente pagano. Successivamente fece da segretario al fratello maggiore Giovanni Magno, che dal 1523 fu arcivescovo metropolita di Uppsala e ambasciatore di Svezia.
Nel 1523 fu inviato da Gustavo I Vasa in missione in Italia e da allora, a causa del progressivo affermarsi in Svezia della Riforma luterana, non fece più ritorno nel suo paese. Dal 1529 al 1539 visse con il fratello a Danzica, trasferendosi poi a Venezia (ospite del patriarca Gerolamo Querini), dove pubblicò la Carta marina, e successivamente a Roma. Nel 1544 fu nominato arcivescovo metropolita di Uppsala, ma non poté raggiungere la sua sede. Come primate di Svezia in esilio partecipò attivamente al Concilio di Trento. A Roma, organizzando una stamperia, si occupò personalmente della stampa delle opere proprie e del fratello.
Le opere di Olao Magno diffusero in Europa meridionale la conoscenza dei paesi scandinavi.

## Opere

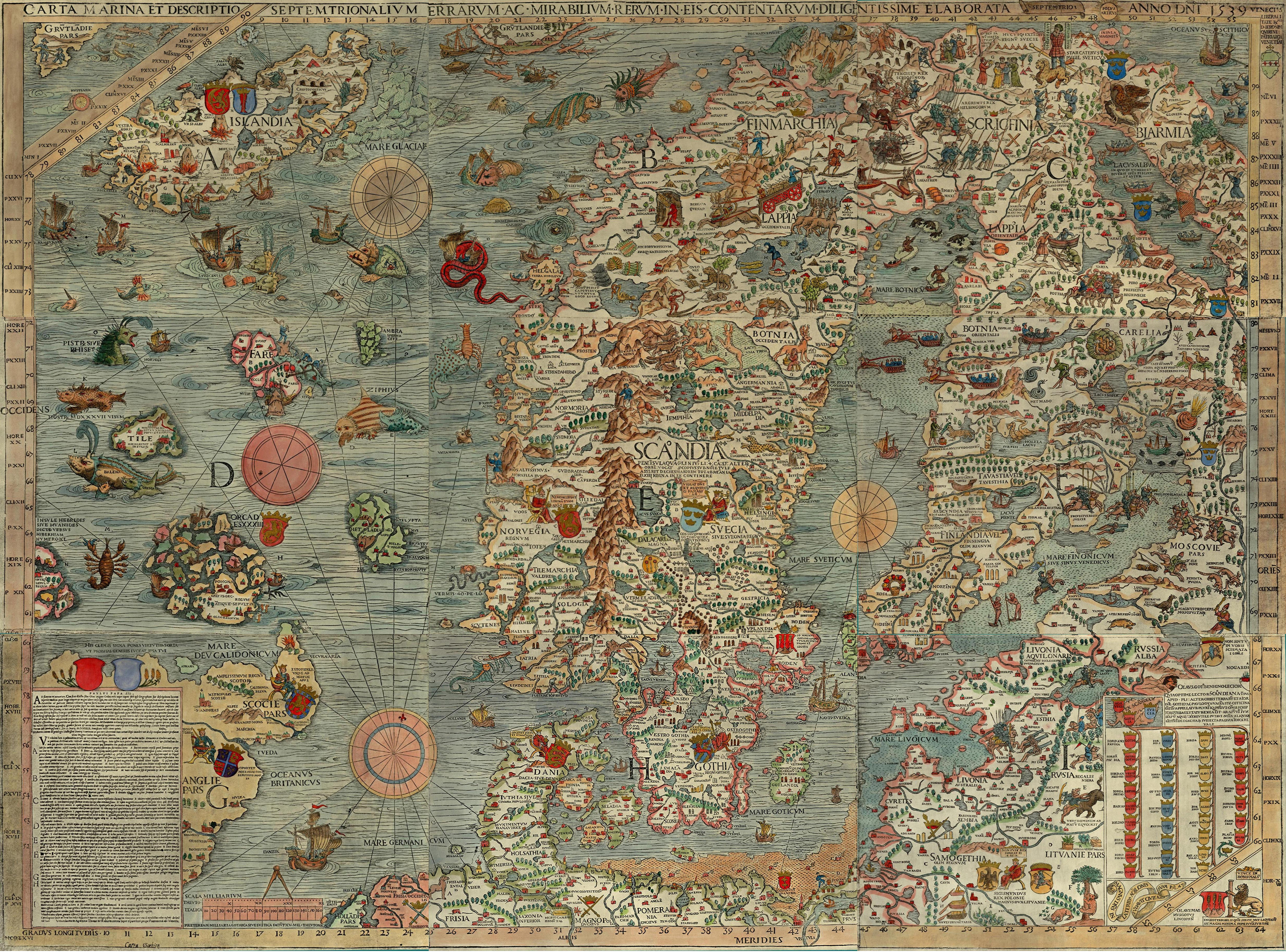
La Carta marina

Nel 1539 Olao Magno pubblicò a Venezia la Carta marina et Descriptio septemtrionalium terrarum, una carta geografica abbastanza attendibile dell'Europa del Nord, dalla Groenlandia meridionale alle coste baltiche della Russia, terre che all'epoca erano quasi completamente sconosciute in Europa meridionale.
Nel 1533 pubblicò una biografia di Santa Brigida e nel 1555 la sua opera principale, la Historia de gentibus septentrionalibus, in ventidue libri.
Nonostante il titolo, non si tratta di un'opera di storia. Anche se vi è inclusa la narrazione di alcuni episodi storici, tratti per lo più da Sassone il Grammatico, l'argomento principale è la descrizione di usi, credenze e istituzioni degli svedesi.

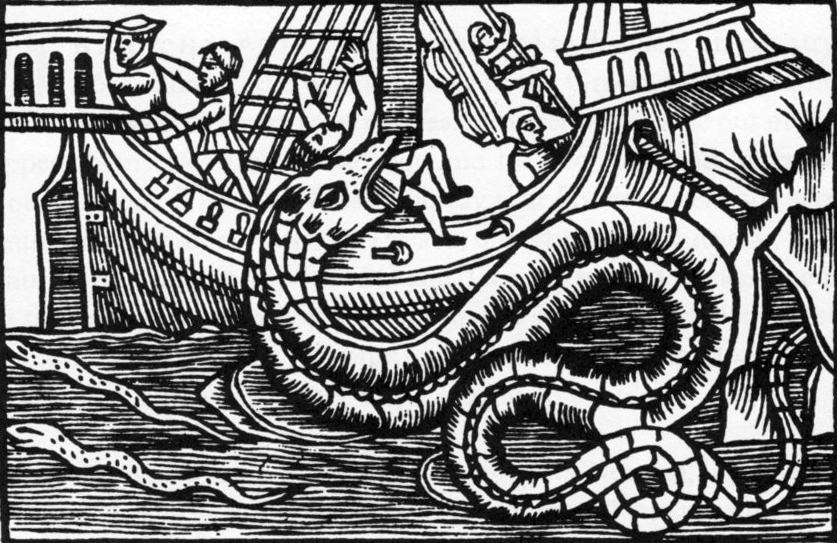
Serpente di mare, illustrazione dellHistoria de Gentibus Septentrionalibus

Molto spazio è dedicato anche alle tecniche, in particolare agricole e belliche e all'ambiente naturale, dalla geografia alla mineralogia, dai fenomeni meteorologici alle correnti marine. Le descrizioni sono in genere realistiche e accurate. Gli ultimi sei libri, in particolare, sono dedicati agli animali, domestici e selvatici, presenti in Svezia, includendo anche i mostri che si credeva popolassero gli abissi marini.
L'opera fu tradotta e pubblicata successivamente in italiano ("lingua toscana" recita il titolo dell'edizione Venezia, Giunti, 1565) e in tutte le principali lingue europee e costituì a lungo il principale testo di riferimento sull'argomento dei popoli scandinavi.